# Buchanan Dam
Buchanan Dam – jednostka osadnicza w Stanach Zjednoczonych, w stanie Teksas, w hrabstwie Llano.